# Radio Ga Ga
Radio Ga Ga är en låt inspelad och framförd av musikgruppen Queen. Låten skrevs av Queens trummis Roger Taylor och gavs ut som singel den 16 januari 1984 och på gruppens album The Works en månad senare.
Låten blev mycket populär och nådde första plats på den svenska singellistan (samt i 20 andra länder), och hamnade också högt på många andra länders topplistor. Låten framfördes på Live Aid 1985. Skivan gavs ut av Capitol Records och producerades av Queen och Mack. Stefani Germanottas artistnamn Lady Gaga är inspirerat av låtens namn. Hon sa: "I adored Freddie Mercury and Queen had a hit called 'Radio Gaga'. That's why I love the name."

## Låtskrivandet
Taylor skrev låten på keyboard och den var från början tänkt att vara med på Taylors soloalbum Strange Frontier.

## Inflytande i populärkulturen
Stefani Germanottas artistnamn Lady Gaga är inspirerat av låtens namn. Hon sa: "I adored Freddie Mercury and Queen had a hit called 'Radio Gaga'. That's why I love the name."

## Medverkande
Queen
- Roger Taylor – trummor, kör, vocoder
- Freddie Mercury – sång
- John Deacon – bas
- Brian May – gitarr

Övriga
- Fred Mandel – synth

## Listplaceringar
| Lista (1984)   | Topplacering |
| -------------- | ------------ |
| Australien     | 2            |
| Finland        | 1            |
| Frankrike      | 28           |
| Irland         | 1            |
| Island         | 1            |
| Italien        | 1            |
| Kanada         | 11           |
| Nederländerna  | 2            |
| Norge          | 2            |
| Nya Zeeland    | 4            |
| Schweiz        | 3            |
| Spanien        | 6            |
| Storbritannien | 2            |
| Sverige        | 1            |
| USA            | 16           |
| Västtyskland   | 2            |
| Österrike      | 2            |